# 正规数 (整数)

一個400以內正规数其因數關係的哈斯圖，其縱向為對數尺度

正规数（Regular numbers）是指可以整除60的乘幂的整數，也就是60乘幂的因數，例如602 = 3600 = 48 × 75，48和75都可以整除60的平方，也都是正规数。
在許多數學及應用的領域會用到60乘幂的因數，在不同的領域中其名稱也有所不同。
- 在數論中，60乘幂的因數也稱為5-光滑數，因為其質因數只有2,3或是5，這是k-光滑數中的一個特例，k-光滑數是指其質因數都小於等於k的整數。
- 在巴比伦数学中，60乘幂的因數稱為正规数或是60正规数，因為巴比伦数学是使用六十進制，因此這類數字格外的重要。
- 在計算機科學，60乘幂的因數稱為漢明數（Hamming numbers），得名自數學家理查德·衛斯里·漢明，他提出一個用電腦依序找出60乘幂的因數的演算法。